# Organización político-administrativa del Departamento de Montevideo

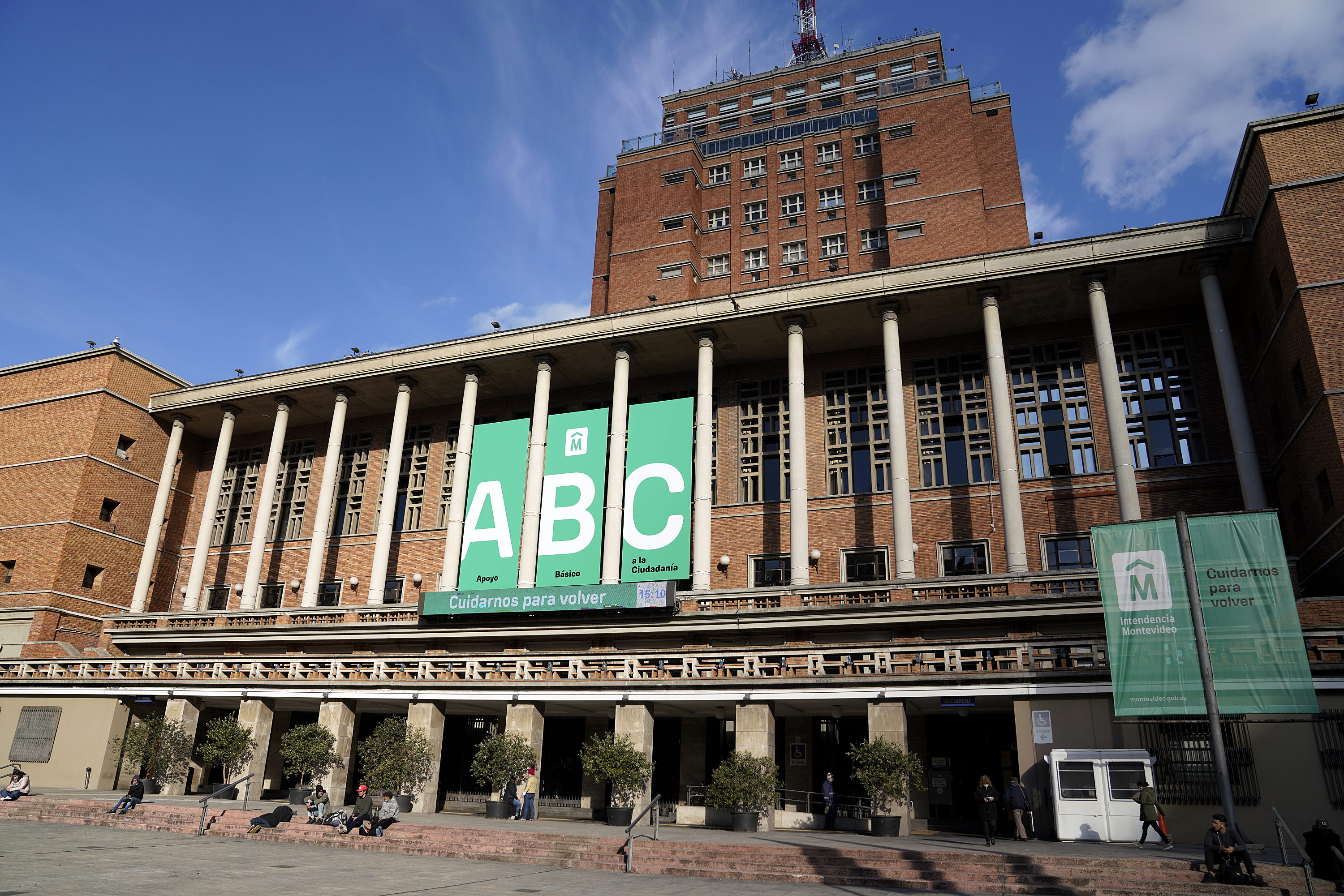
Palacio Municipal de Montevideo

El Departamento de Montevideo está gobernado por la Intendencia de Montevideo.
Está conformado por cuatro localidades entre las que se encuentra su capital, Montevideo.

## Divisiones
El departamento de Montevideo está integrado por cuatro localidades junto al área rural de Montevideo.
| Mapa | Localidad           | Habitantes | Superficie |
| ---- | ------------------- | ---------- | ---------- |
|      | Montevideo          | 1.269.552  |            |
|      | Melilla             |            |            |
|      | Bañados de Carrasco |            |            |
|      | Toledo Chico        |            |            |
|      | Pajas Blancas       | 1.976      |            |
|      | Abayuba             | 924        |            |
|      | Santiago Vázquez    | 1.482      |            |

### Montevideo rural
Es la zona que comprende toda el área rural del departamento, incluyendo las localidades de Melilla y Bañado de Carrasco.  Es administrada por la Intendencia departamental y una comisión especial. 

## Características
El departamento de Montevideo territorialmente se ha caracterizado por adoptar una política centralista durante generaciones, generando que en la cotidianidad el departamento sea confundido con la capital y viceversa. Esta confusión no solo es a nivel social sino también en las instituciones. En los últimos años han existido numerosas tentativas de fraccionamiento de jurisdicciones, pero éstas siguen siendo subordinadas del mismo ejecutivo. Esto ha llevado a que en la actualidad no sean claros los límites de la capital departamental, si los hay o si todo el departamento es una gran ciudad.

## Política
En el departamento de Montevideo los principales órganos institucionales y administrativos  son la Junta de Montevideo y la Intendencia de Montevideo.